# Oxyde de terbium(III)
L'oxyde de terbium(III) ou sesquioxyde de terbium est un oxyde du lanthanide terbium de formule Tb2O3.

## Synthèse
La réaction directe du terbium avec l'oxygène ne peut fournir Tb2O3 mais donne l'oxyde de terbium(III,IV) brun, Tb4O7. Tb2O3 est préparé par réduction de Tb4O7 sous atmosphère d'hydrogène à 1300 °C pendant 24 heures : 
Tb4O7 + H2 → 2 Tb2O3 + H2O.

## Propriétés
Il s'agit d'un semi-conducteur de type p lorsque dopé avec du calcium.
C'est un oxyde basique qui se dissout facilement dans des solutions d'acides dilués et forme des solutions de sels de terbium(III) presque incolores :
Tb2O3 + 6 H+ → 2 Tb3+ + 3 H2O.

## Structure
Sa structure cristalline est cubique centré, groupe d'espace Ia3 (no  206) avec le paramètre de maille  a = 1072,81 ± 0,05 pm et Z, nombre d'unités par maille égal à 16 ce qui donne un volume de maille V de 1,235 nm3 et une masse volumique de 7,869 g.cm-3.
Tous les oxydes de terre rare du samarium au lutécium, comme beaucoup d'autres composés M2O3 ont ce type de structure dite de type C- (cubique). Le C-Tb2O3 se transforme en une structure monoclinique dite de type B- vers 1 875 °C, avec les paramètres de maille, a = 1404 pm, b = 345,1 pm, c = 872,5 pm et β = 100,06°. Vers approximativement 2 150 °C, une structure hexagonale dite de type A- est observée.